# Lliga Nacionalista Catalana
Lliga Nacionalista Catalana fou un grup nacionalista català creat a París el 1907 per Salvador Díaz Capdevila, i que editava la revista Pro Catahalonia. Va defensar des del principi la independència de Catalunya i fou un dels primers grups polítics en adoptar l'estelada com a bandera. Va mantenir contactes amb l'Associació Nacionalista Catalana de Vicenç Albert Ballester i amb Unió Catalanista, i donà suport als Voluntaris Catalans en la Primera Guerra Mundial. Aconseguiren que una delegació catalanista s'entrevistés amb Woodrow Wilson el 1918 i poc després s'integraren en el Comité Nacional Català.